# Zaccaria Seriman

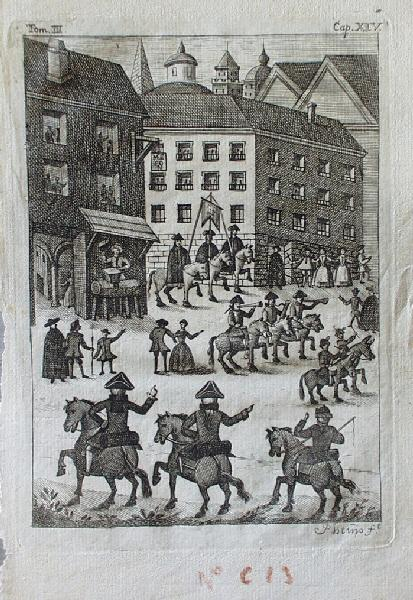
Arrivée d'Enrique et de Tulipán à l'université, illustration de José Patiño pour les Viages de Enrique Wanton a las tierras incógnitas australes, y al país de las monas de Zaccaria Seriman, Madrid, 1778.

Zaccaria Seriman parfois Zaccaria Sceriman (né à Venise en 1708 et mort dans la même ville le 23 octobre 1784) est un écrivain, poète et librettiste italien.

## Biographie
Zaccaria Seriman né à Venise en 1708 est issu d'une famille d'origine arménienne, qui s'installe à Venise en 1694 à cause de la persécution antichrétienne qui avait lieu en Perse à l'époque. Son œuvre la plus célèbre est le roman Viaggi alle terre incognite Australi d'Enrico Wanton et le Royaume des Singes et des Cynocéphales, publié en 1749, considéré comme l'un des précurseurs de la science-fiction italienne.Il s'agit d'une œuvre colossale de 2380 pages, contenue dans l'édition finale de Berne en 1764, de caractère fantastique et satirique, où il raconte l'histoire du voyage d'Enrico Wanton dans les terres australiennes en compagnie de son ami Roberto, d'abord dans les terres des singes, puis dans celle des cinocephales. La métaphore du voyage sert à Seriman (Giambattista Marchesi l'appelle toujours Sceriman) pour élaborer, avec une comparaison elliptique d'un autre monde toujours différent du nôtre, une satire des coutumes de son temps.
Le roman est traduit en espagnol  par Joaquín Guzmán y Manrique sous le titre Viages de Enrique Wanton a las tierras incógnitas australes, y al país de las monas. Il fut publié en Espagne en quatre volumes de 1769 à 1778 (Alcalá de Henares à Madrid), avec des illustrations de José Patiño, et connut un succès remarquable et de nouveau  édité en 1781-1785 et 1800, avec des illustrations de Miguel Gamborino.
Zaccaria Seriman est mort à Venise le 23 octobre 1784.

## Œuvres

### Romans
- (it)Viaggi di Enrico Wanton alle terre incognite australi ed ai regni delle Scimmie e dei Cinocefali, Venise, 1749, 1re Édition; Berne, 1764[2].
- Traité philosophique  Aristippo, sogno descritto, 1744; inspiré de Swift et Voltaire[3].

### Livrets
- Caio Marzio Coriolano (opera seria)
- La reggia di Calipso (serenade; musicato da Ferdinando Bertoni)
- Telemaco (opera seria; musique da Tommaso Traetta)